# Manny Ramirez (giocatore di football americano)
Manuel Ramírez, detto Manny (Houston, 19 febbraio 1983), è un giocatore di football americano statunitense che gioca nel ruolo di offensive guard per i Detroit Lions della National Football League (NFL). Fu scelto nel corso del quarto giro (117º assoluto) del Draft NFL 2007. Al college ha giocato a football alla Texas Tech University.

## Carriera professionistica

### Detroit Lions
Ramírez fu scelto dai Detroit Lions nel corso del quarto giro del draft 2007. Detroit scambiò le sue tre scelte del quinto giro coi St. Louis Rams per arrivare a sceglierlo. Nell'ottobre 2010, Ramirez fu nominato guardia destra titolare dei Lions.

### Denver Broncos
Il 4 gennaio 2011, Ramirez firmò coi Denver Broncos. Nella sua prima stagione in Colorado disputò due sole partite, mentre nella successiva salì a 15 presenze, 11 delle quali come titolare.
Nel Super Bowl XLVIII contro i Seattle Seahawks, Ramirez partì come titolare ma i Broncos furono surclassati dagli avversari per 43-8, il Super Bowl col risultato più a senso unico degli ultimi vent'anni. Il giocatore si vide protagonista di un episodio sfortunato nel primo snap della partita quando lanciò il pallone fuori dalla portata del quarterback Peyton Manning che diede modo a Seattle di portarsi sul 2-0 a causa della safety subita.

### Ritorno ai Lions
Il 30 aprile 2015, Ramirez fu scambiato coi Lions.

## Palmarès

### Franchigia
- American Football Conference Championship: 1

Denver Broncos: 2013

## Statistiche
| Partite totali      | 51 |
| Partite da titolare | 42 |
| Fumble recuperati   | 1  |

Statistiche aggiornate alla stagione 2013